# Les Bennett
Leslie Donald „Les“ Bennett (* 10. Januar 1918 in Wood Green; † 29. April 1999 in Hackney) war ein englischer Fußballspieler. Der rechte Halbstürmer gehörte dem von Arthur Rowe trainierten Tottenham Hotspur an, die mit der sogenannten Push-and-Run-Taktik überlegen 1950 die zweite Liga dominierten und im Jahr darauf die englische Meisterschaft gewannen.

## Sportlicher Werdegang
Bennett wurde unweit des Tottenhamer Stadions White Hart Lane in Wood Green geboren. Er war Teil einer 12-köpfigen Großfamilie und als Kind ein Anhänger des FC Arsenal. Als Balljunge erlebte er im April 1932 aus der Nähe mit, wie „sein Verein“ im Endspiel des FA Cups mit 1:2 gegen Newcastle United verlor. Sein eigenes Talent als Fußballer zeigte er bereits im Schüleralter und er spielte hier für Wood Green, die Grafschaft Middlesex und die Stadt London. Entdeckt wurde er aber von Arsenals Rivalen Tottenham und im August 1935 verpflichteten die „Spurs“ den vielversprechenden rechten Halbstürmer. Bis 1939 wurde Bennett, der zunächst noch im familiären Maurerbetrieb gearbeitet hatte, an Tottenhams Farmteam Northfleet United abgestellt. Als er schon 21 Jahre alt war, unterzeichnete er im Mai 1939 den ersten Profivertrag, aber der erhoffte Start erlitt einen empfindlichen Dämpfer, da der Ausbruch des Zweiten Weltkriegs eine mehrjährige Pausierung des offiziellen Ligaspielbetriebs nach sich zog. Stattdessen debütierte er im November 1939 in einem „Kriegsliga-Spiel“ gegen den FC Watford (8:2) und erzielte dabei einen Hattrick. Kurz darauf zog es ihn als Soldat ins Ausbildungslager von Devon und er absolvierte einige Gastauftritte für Torquay United. Danach diente er in Nordirland, wo er parallel für Lisburn Distillery und sogar für eine nordirische Ligaauswahl agierte. Fernab der Heimat wurde er nach Ägypten, Burma und Indien abkommandiert, so dass er in England nur noch selten während des Heimaturlaubs für die Spurs spielte.
Nach der Demobilisierung etablierte sich Bennett sofort auf Tottenhams halbrechter Offensivposition. Im Alter von bereits 28 Jahren debütierte er am 31. August 1946 für den damaligen Zweitligisten gegen Birmingham City (1:2) und er zeigte, dass er die sportliche Qualität nicht eingebüßt hatte. Er besaß eine gute Ballkontrolle und mit raumgreifenden Schritten konnte er häufig Zweikämpfen ausweichen, die er üblicherweise weniger mochte. Vielmehr bevorzugte er es, mit angetäuschten Pässen direkte Gegenspieler zu überwinden. Dazu hatte er Stärken im Dribbling, die im Rahmen der Push-and-Run-Taktik von Trainer Arthur Rowe eigentlich weniger gebraucht wurden. Gelegentlich benötigte die auf wenige Ballkonktakte ausgelegte Strategie aber eine Pause, die es erlaubte, das eigene Offensivspiele neu zu positionieren. Auch bei witterungsbedingt tiefen Böden, die Tottenhams Spiel verlangsamten, kamen Bennetts Qualitäten zum Vorschein. Als Schwäche wurde ihm gelegentlich ausgelegt, dass er beim Torabschluss zu hastig agieren würde – ungeachtet der Tatsache, dass er im Laufe der Zeit den Spurs eine dreistellige Anzahl von Toren bescherte. Die Angriffsreihe der Spurs, die neben Bennett aus Sonny Walters, Len Duquemin, Eddie Baily und Les Medley bestand, stürmte in der Saison 1949/50 zu einem ungefährdeten Aufstieg als Zweitligameister und zu den 81 Treffern steuerte Bennett 14 Tore in 35 Einsätzen bei. In der folgenden Spielzeit 1950/51, in der die Spurs zum Gewinn der englischen Meisterschaft durchmarschierten, trug Bennett weitere sieben Tore bei. Dabei hatte er jedoch auf seiner Position nun Konkurrenz in Form des Mitspielers Peter Murphy, der wie Bennett auf 25 Partien in diesem Jahr kam und noch zwei Treffer mehr als dieser auf seinem Konto hatte. Seine persönliche Rekordausbeute wies Bennett in der folgenden Saison 1951/52 auf, als er mit 20 Ligatoren auf dem Weg zur Vizemeisterschaft Toptorjäger seines Klubs war. Während dieser Zeit kam er seinem Traum am nächsten, für die englische Nationalmannschaft aufzulaufen. Letztlich wurden ihm jedoch Akteure wie Ivor Broadis, Raich Carter und Wilf Mannion vorgezogen und es blieb bei einer Nominierung als Reservespieler. Bis ins hohe Fußballeralter von 36 Jahren blieb Bennett den Spurs erhalten, bevor mit Johnny Brooks ein Nachfolger gefunden werden konnte und er im Dezember 1954 beim Zweitligisten West Ham United noch einmal eine neue Aufgabe fand. Abseits des Sports war noch bemerkenswert, dass Bennett einen Cameoauftritt als „Fußballkünstler“ im 1947 veröffentlichten Film Ausgestoßen von Carol Reed gehabt hatte.
Bei den „Hammers“ verbrachte Bennett anderthalb Jahre und er erzielte in 26 Zweitligapartien drei Tore. Später ließ er die Laufbahn als Spielertrainer bei unterklassigen Klubs wie Clacton Town und dem FC Romford ausklingen. Nach der aktiven Karriere arbeitete er als Talentscout für West Ham United, betrieb in Clacton einen Campingplatz und betätige sich als Wachmann an der University of Essex. Er wurde 1984 pensioniert und drei Jahre später fand er in Tottenham seine häusliche Bleibe. Ende April 1999 starb er in einem Hospiz im Osten Londoner Stadtteil Hackney.

## Titel/Auszeichnungen
- Englischer Meister: 1951
- FA Charity Shield: 1951